# Joseph Nicéphore Niépce

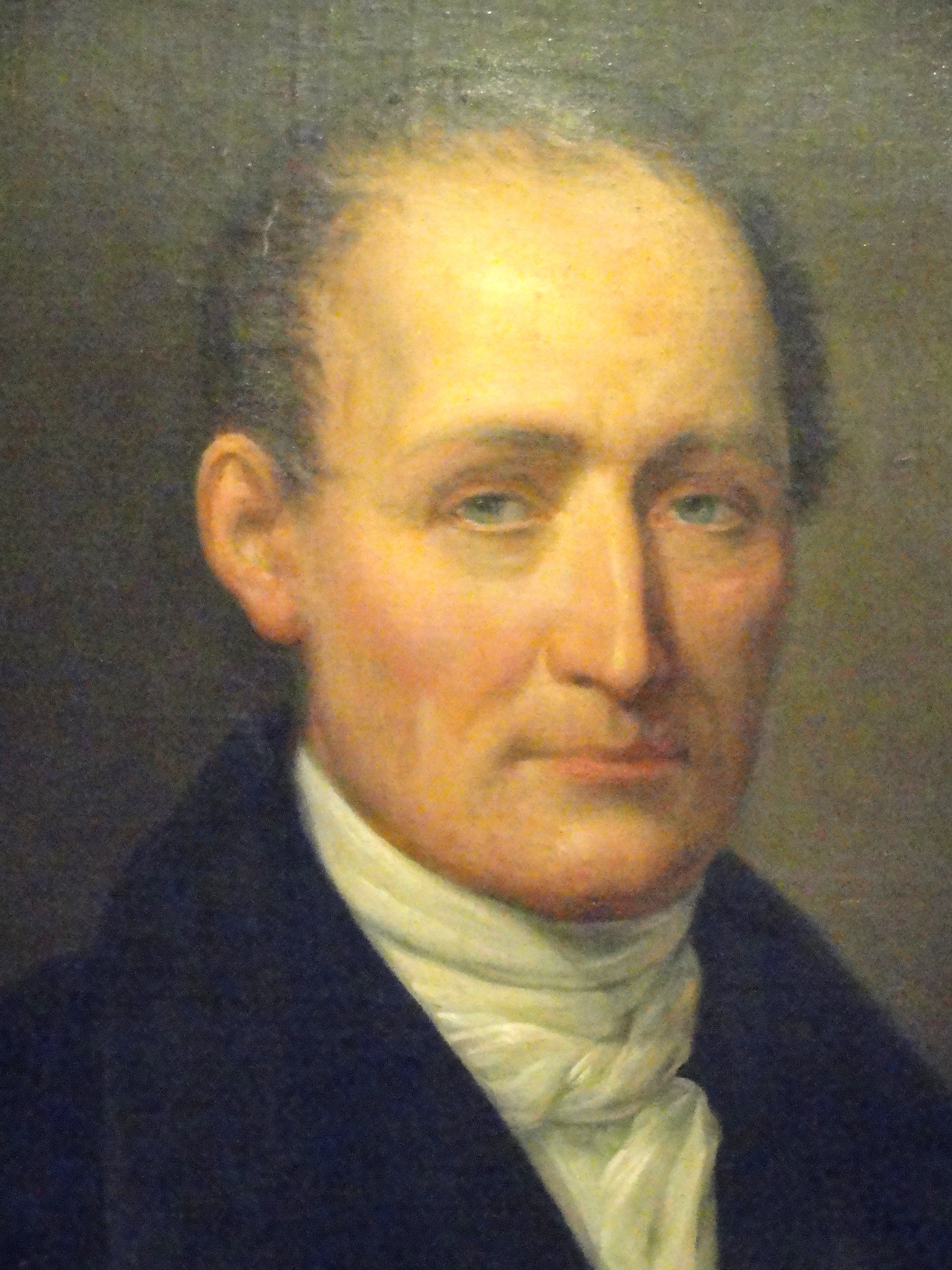
Nicéphore Niépce

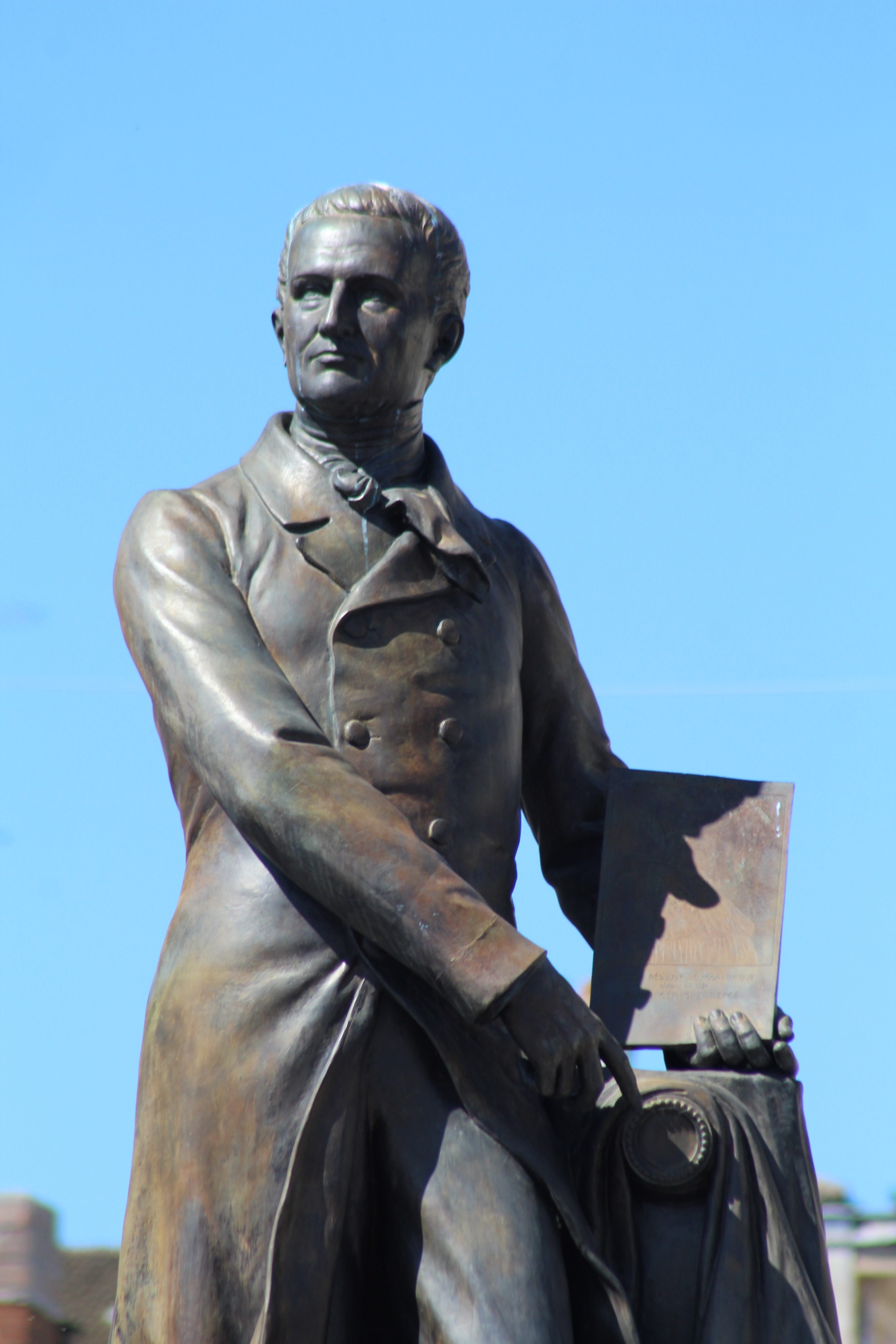
Statue von Nicéphore Niépce in Chalon-sur-Saône

Joseph Niépce [njɛps] (* 7. März 1765 in Chalon-sur-Saône; † 5. Juli 1833 in Saint-Loup-de-Varennes; genannt Nicéphore Niépce) war ein französischer Erfinder. Er entwickelte die Heliografie, die weltweit erste fotografische Technik. Von ihm stammt die erste bis heute erhaltene Fotografie, der Blick aus dem Arbeitszimmer von Le Gras.

## Leben

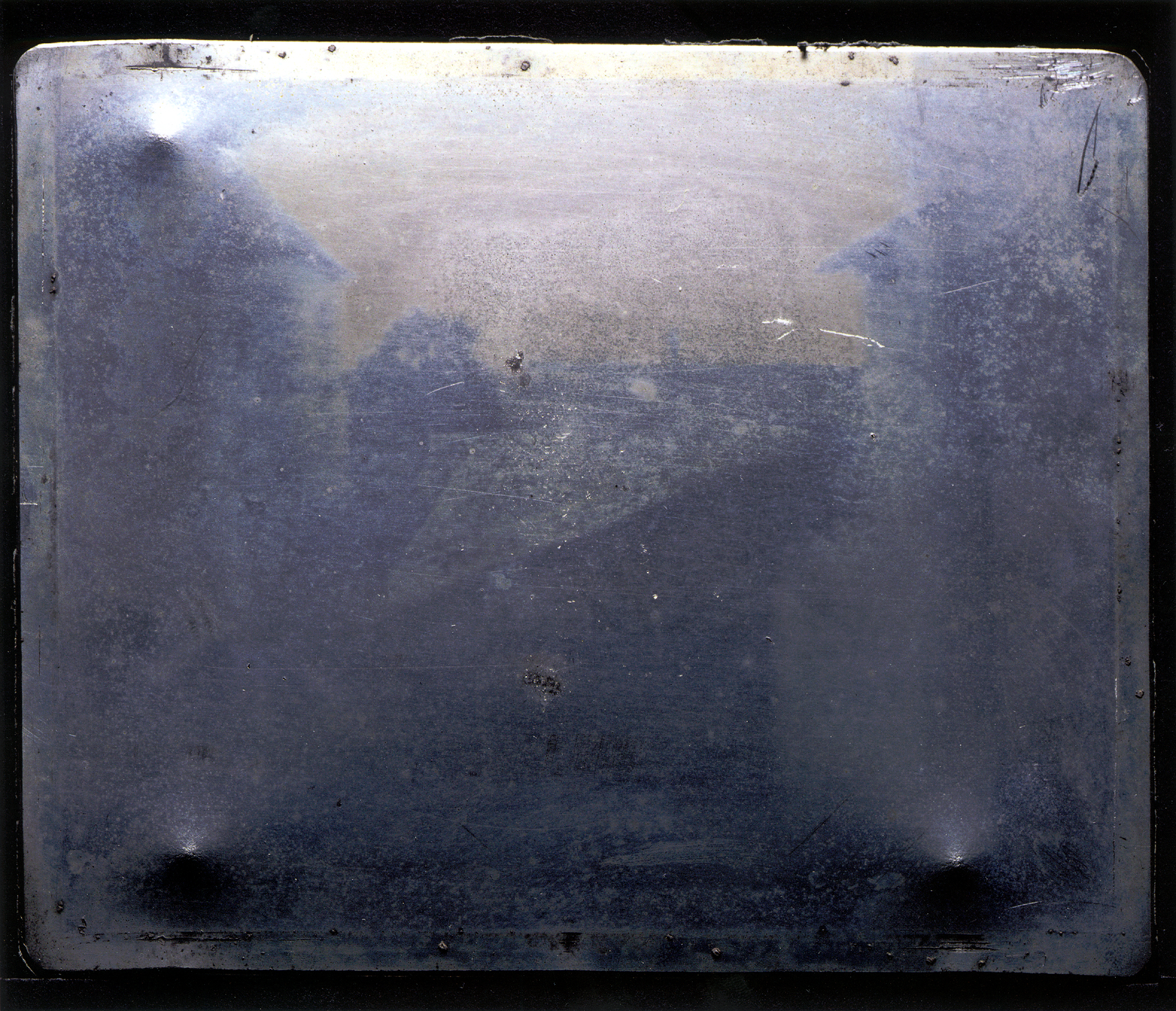
Die älteste erhaltene Fotografie, eine Heliografie, aufgenommen in Saint-Loup-de-Varennes im Herbst 1826 von Nicéphore Niépce, ausgestellt im Harry Ransom Center an der University of Texas in Austin.

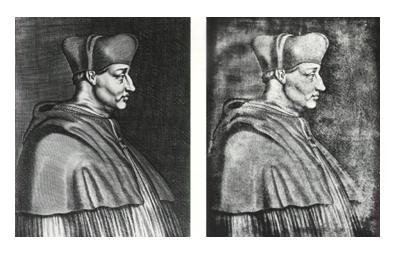
Porträt des Georges d’Amboise, Radierung, 1650
Links: moderne Reproduktion
Rechts: 1824 heliografisch hergestellte Reproduktion

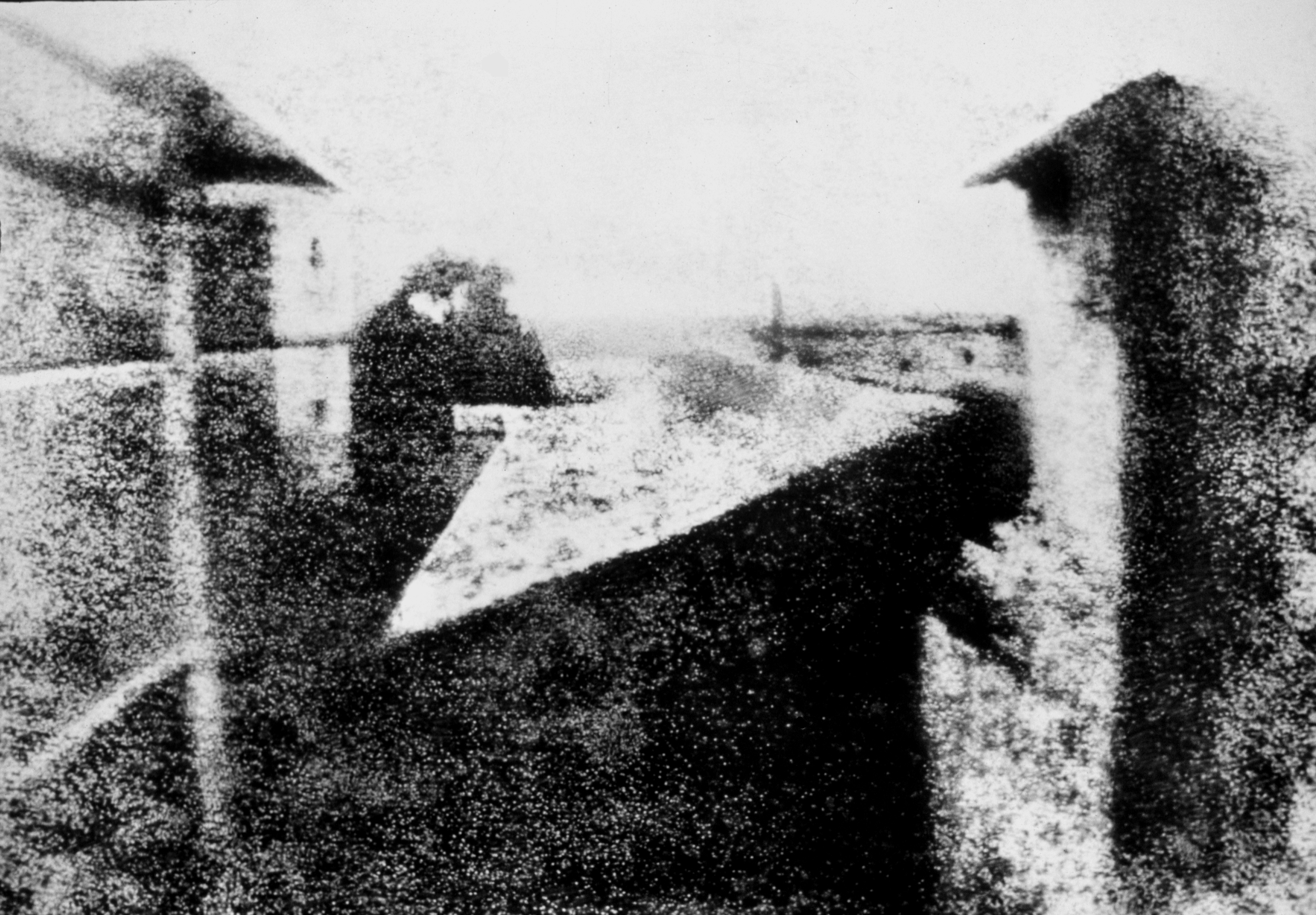
Retuschierte Reproduktion von 1952

Joseph Niépce war der zweite Sohn von Claude Nièpce und Claudine Josephe (geborene Barault). Er hatte eine Schwester (Claudine) und zwei Brüder (Claude und Joseph Bernard). Er war von 1789 bis 1811 Offizier in der französischen Armee; er verwaltete zwischen 1795 und 1801 den Distrikt Nizza, widmete sich dann mit seinem älteren Bruder Claude Niépce in seiner Vaterstadt mechanischen und chemischen Arbeiten und ab 1815 der Lithografie. Seine fotografischen Bemühungen begannen im Jahr 1816, in dem es ihm erstmals gelang, auf Chlorsilberpapier Bilder einer Camera obscura kurzzeitig festzuhalten, die er jedoch noch nicht fixieren konnte.
1824 gelang es Niépce dann erstmals, einen Kupferstich des Kardinals Georges d’Amboise nicht nur zu kopieren, sondern auch zu fixieren. Dieses Bild gilt jedoch nicht als erstes Foto, da es nicht mit einer Camera obscura aufgenommen wurde. Nach weiteren aufwendigen Experimenten nahm er dann im Frühherbst 1826 in Saint-Loup-de-Varennes die vermutlich erste lichtbeständige Fotografie der Welt auf: einen Blick aus dem Fenster seines Arbeitszimmers im Gutshof Le Gras mit einer Belichtungszeit von acht Stunden im Format 16,5 × 21 cm. Dazu verwendete er die Camera obscura und als chemische Substanz eine Beschichtung aus lichtempfindlichem Asphalt. Dieser härtet unter Lichteinwirkung aus und wurde mit Lavendelöl entwickelt. Niépce nannte sein Verfahren Heliografie (aus altgr. Ἥλιος, transkr. helios = Sonne und γράφειν, transkr. graphein = zeichnen, abbilden) und begann 1829 einen Briefwechsel mit Louis Daguerre, um sich über die kommerzielle Verwertbarkeit der Erfindung und über neue chemische Verfahren auszutauschen.
Niépce starb 1833 in Saint-Loup-de-Varennes etwa 7 km südlich von Chalon-sur-Saône, ohne dass ihm die wirtschaftliche Verwertung seiner Erfindung gelungen wäre. Niépces Arbeiten wurden von Daguerre und – von diesem unabhängig – durch seinen Cousin Claude Félix Abel Niépce de Saint-Victor fortgeführt. Niépces Ansatz führte schließlich zur Entwicklung der Daguerreotypie und damit 1839 zur Marktreife der Fotografie. Nachhaltig durchgesetzt hat sich jedoch erst das Negativ-Positiv-Verfahren von William Henry Fox Talbot. Die „Niepçotypie“ (Heliografie) findet noch Anwendung als Edeldruckverfahren.

## Würdigung
Zu Ehren von Niépce hat die Gemeinde Saint-Loup-de-Varennes die Straße mit seinem Wohnhaus in Rue Nicéphore Niépce umbenannt. In der Nähe hierzu, außerhalb der Ortsgrenze, hat man an der Route nationale 6 ein Denkmal für Niépce errichtet (siehe Fotos). Die Stadt Chalon-sur-Saône benannte nach ihm das naturwissenschaftliche Gymnasium Lycée technique Nicéphore-Niepce. In Chalon-sur-Saône befindet sich am Ufer der Saône am Quai des Messageries Nr. 28 das Musée de la photographie Nicéphore Niépce. Auch der Niépce-Gletscher in der Antarktis trägt seinen Namen. Nach ihm sind der Asteroid des äußeren Hauptgürtels (3117) Niépce sowie der Mondkrater Niepce benannt.
Der Prix Niépce ist ein zu Ehren von Joseph Nicéphore Niépce 1955 eingeführter, von Albert Plécy gegründeter Preis für Fotografie der Association Gens d’Images, der jährlich an einen „seit mindestens drei Jahren in Frankreich ansässigen professionellen Fotografen im Alter von weniger als 45 Jahren“ vergeben wird. 2005 wurde der Preis beispielsweise Elina Brotherus und 2008 Jürgen Nefzger zuerkannt.

## Name
Joseph Niépce nannte sich selbst ab ca. 1787–1789 Nicéphore Niépce; zur Herkunft des Spitznamens „Nicéphore“ (abgeleitet vom Griechischen νίκη φορέας níki foréas „Siegesbringer“ und ein Wortspiel mit seinem Nachnamen) gibt es unterschiedliche Theorien (Spitzname aus der Schulzeit, Kampfname während der Französischen Revolution).

## Fotos

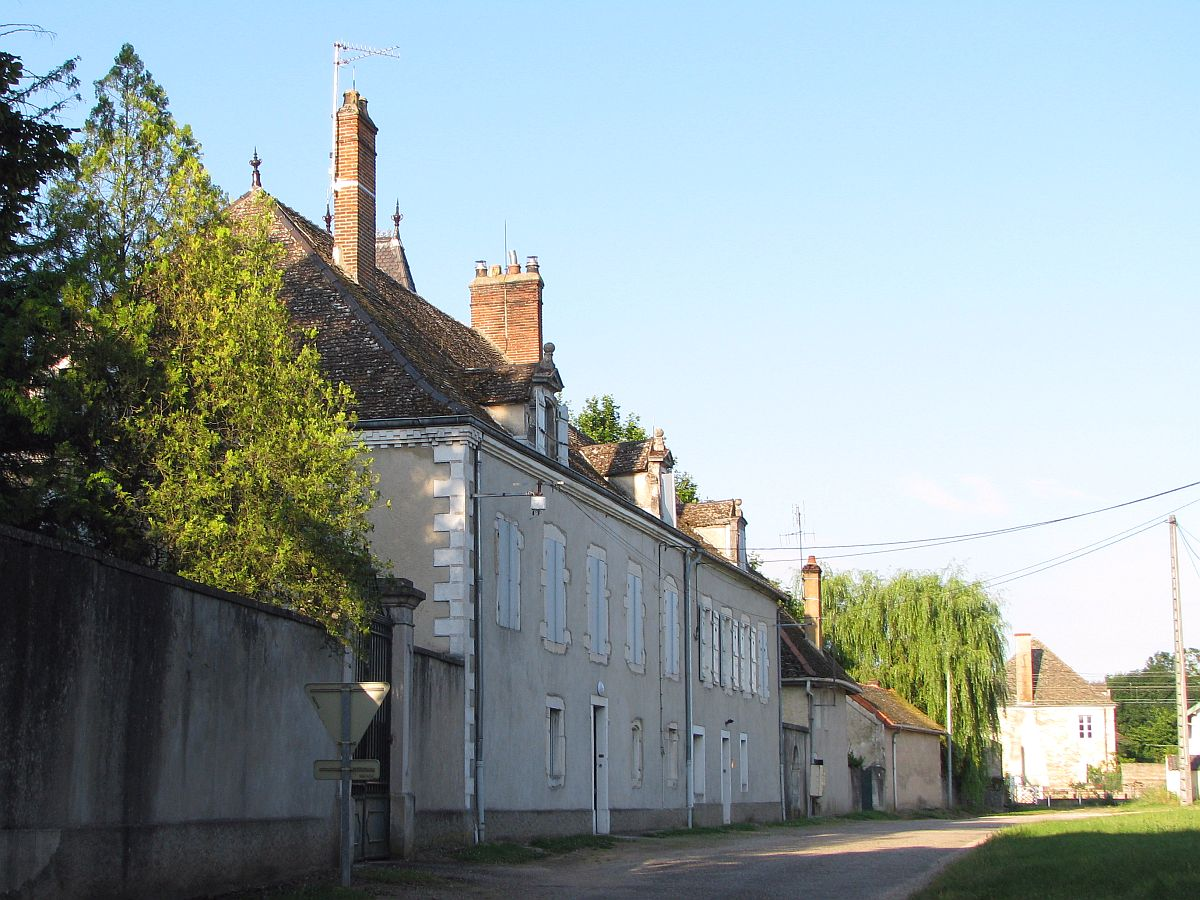
Rue Nicéphore Niépce – Maison Niépce im hinteren Wohnhausteil
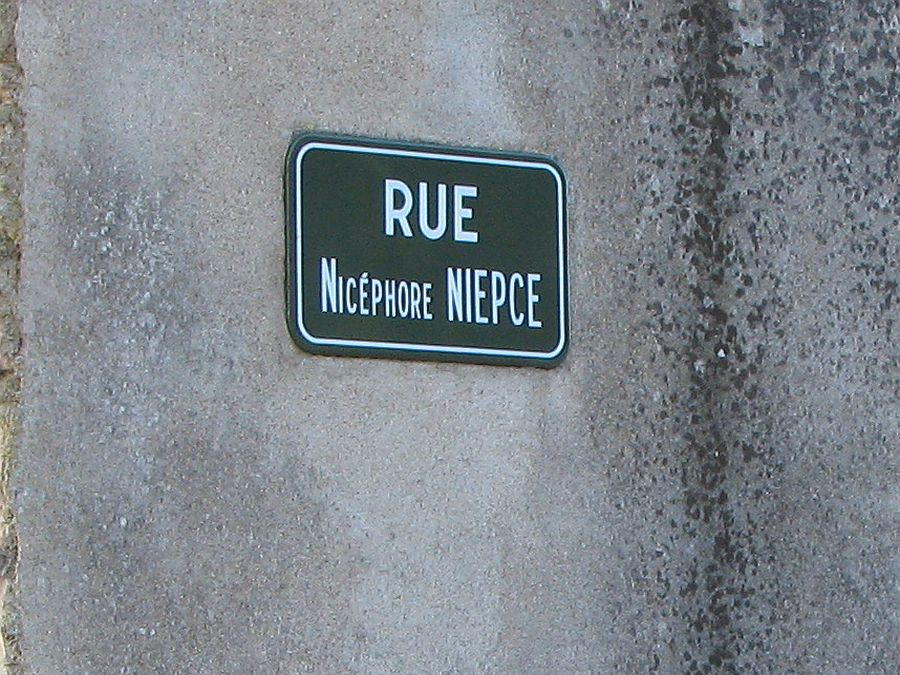
Straßenschild in der Rue Nicéphore Niépce in Saint-Loup-de-Varennes
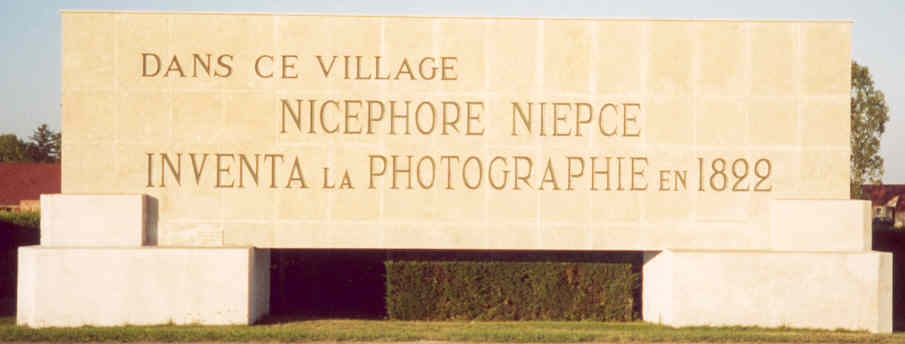
Denkmal in Chalon-s.-S.
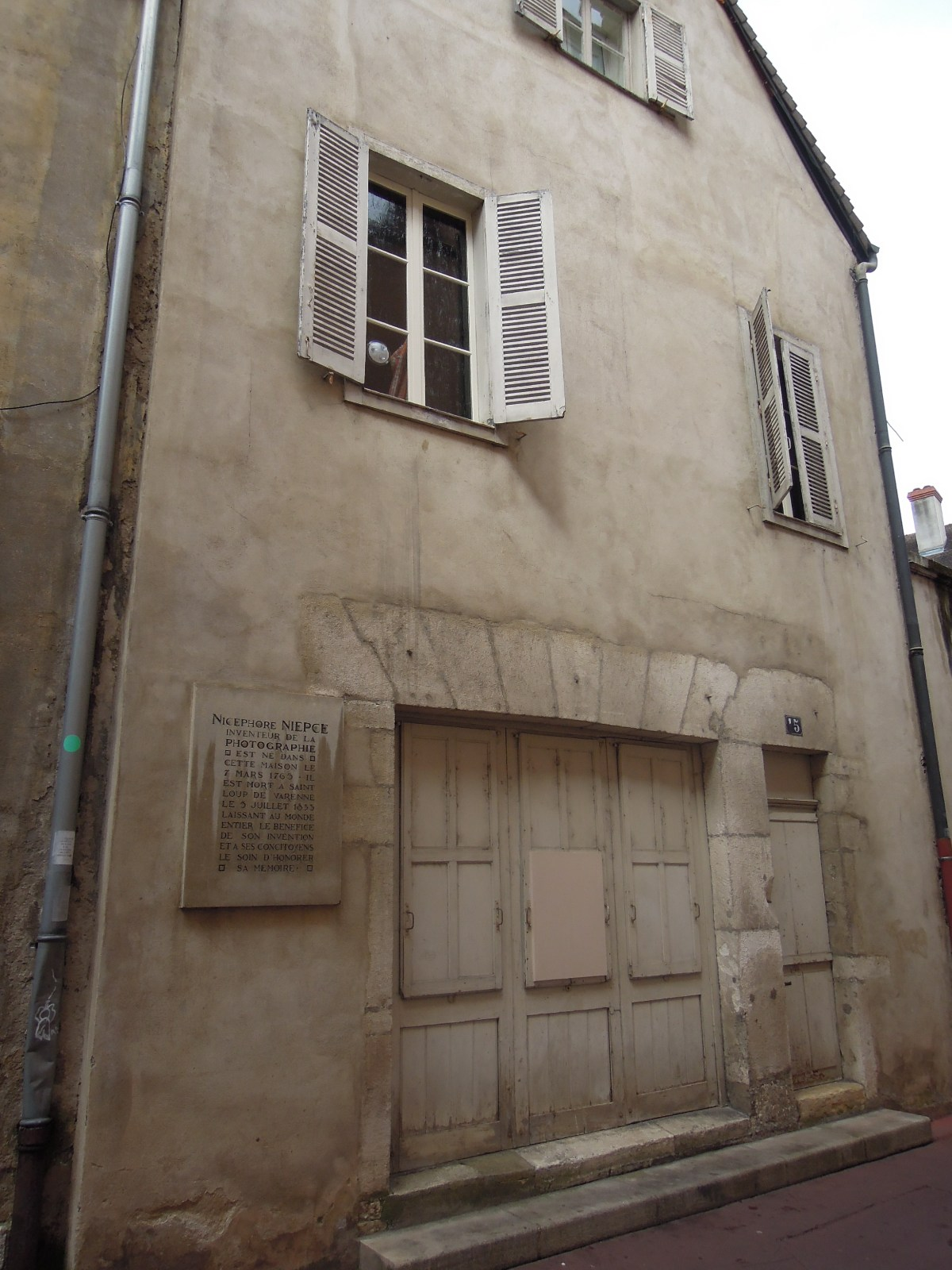
Niépces Geburtshaus in Chalon-s.-S.
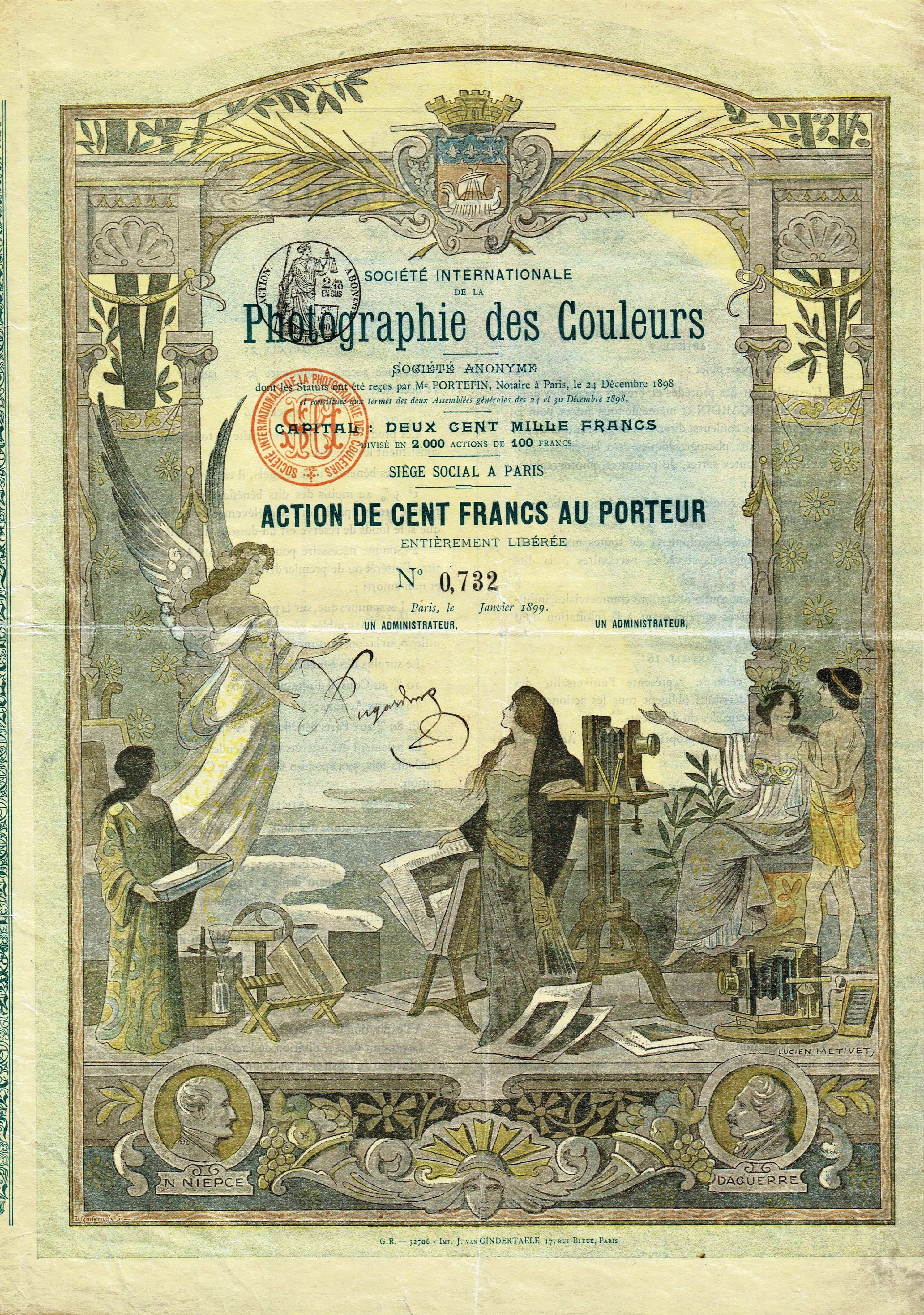
Nicéphore Niépce dargestellt auf der von Lucien Métivet entworfenen Aktie der Société Internationale de la Photographie des Couleurs S. A.